# Fotbal na Letních olympijských hrách 2004 – turnaj žen
Fotbalový turnaj na Letních olympijských hrách 2004 byl třetím ženským fotbalovým turnajem na olympijských hrách. Vítězem se stala Ženská fotbalová reprezentace Spojených států amerických.

## Kvalifikace
Hlavní článek: Kvalifikace na ženský fotbalový turnaj na Letních olympijských hrách 2004
| - Afrika (CAF) - Nigérie - Asie (AFC) - Čína - Japonsko - Severní, Střední Amerika a Karibik (CONCACAF) - USA - Mexiko - Jižní Amerika (CONMEBOL) - Brazílie |  | - Evropa (UEFA) - Německo - Švédsko - Oceánie (OFC) - Austrálie - Hostitel - Řecko |

## Medailistky
| Zlato   | USA      |
| Stříbro | Brazílie |
| Bronz   | Německo  |

## Základní skupiny
- Základní skupiny byly označeny jinými písmeny než základní skupiny mužského turnaje. Desítka týmů byla rozlosována do tří skupin po třech, resp. čtyřech týmech. Do play off postoupili první dva z každé skupiny a nejlepší dva týmy na třetích místech.

### Skupina E
| Tým      | Z | V | R | P | VG | IG | +/− | B |
| -------- | - | - | - | - | -- | -- | --- | - |
| Švédsko  | 2 | 1 | 0 | 1 | 2  | 2  | 0   | 3 |
| Nigérie  | 2 | 1 | 0 | 1 | 2  | 2  | 0   | 3 |
| Japonsko | 2 | 1 | 0 | 1 | 1  | 1  | 0   | 3 |

| 11. srpna 2004 18:00 |       |                |                                                                     |
| Švédsko              | 0 : 1 | Japonsko       | Panthessaliko Stadium, Volos diváci: 10 104 rozhodčí: Fatou Gayeová |
|                      |       | Arakawaová 24' | Panthessaliko Stadium, Volos diváci: 10 104 rozhodčí: Fatou Gayeová |

| 14. srpna 2004 18:00 |       |              |                                                                                 |
| Japonsko             | 0 : 1 | Nigérie      | Stadion Karaiskakis, Pireus diváci: 14 126 rozhodčí: Dianne Ferreirová-Jamesová |
|                      |       | Okoloová 55' | Stadion Karaiskakis, Pireus diváci: 14 126 rozhodčí: Dianne Ferreirová-Jamesová |

| 17. srpna 2004 18:00           |     |              |                                                                                 |
| Švédsko                        | 2:1 | Nigérie      | Panthessaliko Stadium, Volos diváci: 21 597 rozhodčí: Silvia Regina de Oliveira |
| Marklundová 68' Moströmová 73' |     | Akideová 25' | Panthessaliko Stadium, Volos diváci: 21 597 rozhodčí: Silvia Regina de Oliveira |

### Skupina F
| Tým     | Z | V | R | P | VG | IG | +/− | B |
| ------- | - | - | - | - | -- | -- | --- | - |
| Německo | 2 | 2 | 0 | 0 | 10 | 0  | +10 | 6 |
| Mexiko  | 2 | 0 | 1 | 1 | 1  | 3  | -2  | 1 |
| Čína    | 2 | 0 | 1 | 1 | 1  | 9  | -8  | 1 |

| 11. srpna 2004 18:00                                                                            |       |      |                                                                         |
| Německo                                                                                         | 8 : 0 | Čína | Pampeloponnisiako Stadium, Patra diváci: 14 657 rozhodčí: Kari Seitzová |
| Prinzová 13', 21', 73', 88' Wunderlichová 65' Lingorová 76' (pen.) Pohlersová 82' Müllerová 90' |       |      | Pampeloponnisiako Stadium, Patra diváci: 14 657 rozhodčí: Kari Seitzová |

| 14. srpna 2004 18:00 |       |                  |                                                                               |
| Čína                 | 1 : 1 | Mexiko           | Pampeloponnisiako Stadium, Patra diváci: 5 112 rozhodčí: Christina Ionescuová |
| Ji Tingová 34'       |       | Domínguezová 11' | Pampeloponnisiako Stadium, Patra diváci: 5 112 rozhodčí: Christina Ionescuová |

| 17. srpna 2004 18:00          |       |        |                                                                           |
| Německo                       | 2 : 0 | Mexiko | Stadion Karaiskakis, Pireus diváci: 26 338 rozhodčí: Krystyna Szokolaiová |
| Wimberskyová 20' Prinzová 79' |       |        | Stadion Karaiskakis, Pireus diváci: 26 338 rozhodčí: Krystyna Szokolaiová |

### Skupina G
| Tým       | Z | V | R | P | VG | IG | +/− | B |
| --------- | - | - | - | - | -- | -- | --- | - |
| USA       | 3 | 2 | 1 | 0 | 6  | 1  | +5  | 7 |
| Brazílie  | 3 | 2 | 0 | 1 | 8  | 2  | +6  | 6 |
| Austrálie | 3 | 1 | 1 | 1 | 2  | 2  | 0   | 4 |
| Řecko     | 3 | 0 | 0 | 3 | 0  | 11 | -11 | 0 |

| 11. srpna 2004 18:00 |       |                                        |                                                                         |
| Řecko                | 0 : 3 | USA                                    | Pankritio Stadium, Heráklion diváci: 15 757 rozhodčí: Jenny Palqvistová |
|                      |       | Boxxová 14' Wambachová 30' Hammová 82' | Pankritio Stadium, Heráklion diváci: 15 757 rozhodčí: Jenny Palqvistová |

| 11. srpna 2004 18:00 |       |           |                                                                     |
| Brazílie             | 1 : 0 | Austrálie | Kaftanzoglio Stadium, Soluň diváci: 25 152 rozhodčí: Dagmar Damková |
| Marta 36'            |       |           | Kaftanzoglio Stadium, Soluň diváci: 25 152 rozhodčí: Dagmar Damková |

| 14. srpna 2004 20:30 |       |                 |                                                                       |
| Řecko                | 0 : 1 | Austrálie       | Pankritio Stadium, Heráklion diváci: 8 857 rozhodčí: Bentla D'Cothová |
|                      |       | Garriocková 27' | Pankritio Stadium, Heráklion diváci: 8 857 rozhodčí: Bentla D'Cothová |

| 14. srpna 2004 20:30              |       |          |                                                                     |
| USA                               | 2 : 0 | Brazílie | Kaftanzoglio Stadium, Soluň diváci: 17 123 rozhodčí: Dagmar Damková |
| Hammová 58' (pen.) Wambachová 77' |       |          | Kaftanzoglio Stadium, Soluň diváci: 17 123 rozhodčí: Dagmar Damková |

| 17. srpna 2004 20:30 |       |                                                                          |                                                                            |
| Řecko                | 0 : 7 | Brazílie                                                                 | Pampeloponnisiako Stadium, Patra diváci: 7 214 rozhodčí: Christine Fraiová |
|                      |       | Pretinha 21' Cristiane 46', 55', 77' Grazielle 49' Marta 70' Daniela 72' | Pampeloponnisiako Stadium, Patra diváci: 7 214 rozhodčí: Christine Fraiová |

| 17. srpna 2004 20:30 |       |               |                                                                          |
| USA                  | 1 : 1 | Austrálie     | Kaftanzoglio Stadium, Soluň diváci: 3 320 rozhodčí: Christina Ionescuová |
| Lillyová 19'         |       | Petersová 82' | Kaftanzoglio Stadium, Soluň diváci: 3 320 rozhodčí: Christina Ionescuová |

## Play off
|  | Čtvrtfinále                | Čtvrtfinále            |                            |         | Semifinále  | Semifinále  |  |  | Finále                  | Finále |
|  |                            |                        |                            |         |             |             |  |  |                         |        |
|  | 20. srpna 2004 — Patra     |                        |                            |         |             |             |  |  |                         |        |
|  |                            |                        |                            |         |             |             |  |  |                         |        |
|  | Německo                    | 2                      |                            |         |             |             |  |  |                         |        |
|  | Německo                    | 2                      | 23. srpna 2004 — Heráklion |         |             |             |  |  |                         |        |
|  | Nigérie                    | 1                      |                            |         |             |             |  |  |                         |        |
|  | Nigérie                    | 1                      | USA (prod.)                | 2       |             |             |  |  |                         |        |
|  | 20. srpna 2004 — Soluň     |                        | USA (prod.)                | 2       |             |             |  |  |                         |        |
|  |                            | Německo                | 1                          |         |             |             |  |  |                         |        |
|  | USA                        | Německo                | 1                          | 2       |             |             |  |  |                         |        |
|  | USA                        |                        | 26. srpna 2004 — Pireus    | 2       |             |             |  |  |                         |        |
|  | Japonsko                   | 1                      |                            |         |             |             |  |  |                         |        |
|  | Japonsko                   | 1                      | USA (prod.)                | 2       |             |             |  |  |                         |        |
|  | 20. srpna 2004 — Heráklion |                        | USA (prod.)                | 2       |             |             |  |  |                         |        |
|  |                            | Brazílie               | 1                          |         |             |             |  |  |                         |        |
|  | Mexiko                     | Brazílie               | 1                          | 0       |             |             |  |  |                         |        |
|  | Mexiko                     | 23. srpna 2004 — Patra |                            | 0       |             |             |  |  |                         |        |
|  | Brazílie                   | 5                      |                            |         |             |             |  |  |                         |        |
|  | Brazílie                   | 5                      | Brazílie                   | 1       | Třetí místo | Třetí místo |  |  |                         |        |
|  | 20. srpna 2004 — Volos     |                        | Brazílie                   | 1       | Třetí místo | Třetí místo |  |  |                         |        |
|  |                            | Švédsko                | 0                          |         |             |             |  |  |                         |        |
|  | Švédsko                    | Švédsko                | 0                          | 2       | Německo     | 1           |  |  |                         |        |
|  | Švédsko                    |                        |                            | 2       | Německo     | 1           |  |  |                         |        |
|  | Austrálie                  | 1                      |                            | Švédsko | 0           |             |  |  |                         |        |
|  | Austrálie                  | 1                      |                            |         | 0           |             |  |  |                         |        |
|  |                            |                        |                            |         |             |             |  |  | 26. srpna 2004 — Pireus |        |
|  |                            |                        |                            |         |             |             |  |  |                         |        |

### Čtvrtfinále
| 20. srpna 2004 18:00        |       |              |                                                                            |
| Německo                     | 2 : 1 | Nigérie      | Pampeloponnisiako Stadium, Patra diváci: 2 531 rozhodčí: Bentla D'Cothaová |
| Jonesová 76' Pohlersová 81' |       | Akideová 49' | Pampeloponnisiako Stadium, Patra diváci: 2 531 rozhodčí: Bentla D'Cothaová |

| 20. srpna 2004 18:00        |       |                 |                                                                               |
| USA                         | 2 : 1 | Japonsko        | Kaftanzoglio Stadium, Soluň diváci: 1 418 rozhodčí: Silvia Regina de Oliveira |
| Lillyová 43' Wambachová 59' |       | Yamamotoová 48' | Kaftanzoglio Stadium, Soluň diváci: 1 418 rozhodčí: Silvia Regina de Oliveira |

| 20. srpna 2004 21:00 |       |                                               |                                                                    |
| Mexiko               | 0 : 5 | Brazílie                                      | Pankritio Stadium, Heráklion diváci: 3 012 rozhodčí: Fatou Gayeová |
|                      |       | Cristiane 25', 49' Formiga 29', 54' Marta 60' | Pankritio Stadium, Heráklion diváci: 3 012 rozhodčí: Fatou Gayeová |

| 20. srpna 2004 21:00            |       |                 |                                                                     |
| Švédsko                         | 2 : 1 | Austrálie       | Panthessaliko Stadium, Volos diváci: 4 811 rozhodčí: Dagmar Damková |
| Ljungbergová 25' Larssonová 30' |       | De Vannaová 48' | Panthessaliko Stadium, Volos diváci: 4 811 rozhodčí: Dagmar Damková |

### Semifinále
| 23. srpna 2004 18:00         |                |                 |                                                                           |
| USA                          | 2 : 1 (prodl.) | Německo         | Pankritio Stadium, Heráklion diváci: 5 165 rozhodčí: Krystyna Szokolaiová |
| Lillyová 33' O'Reillyová 99' |                | Bachorová 90+2' | Pankritio Stadium, Heráklion diváci: 5 165 rozhodčí: Krystyna Szokolaiová |

| 23. srpna 2004 18:00 |       |         |                                                                                     |
| Brazílie             | 1 : 0 | Švédsko | Pampeloponnisiako Stadium, Patra diváci: 1 511 rozhodčí: Dianne Ferreirová-Jamesová |
| Pretinha 64'         |       |         | Pampeloponnisiako Stadium, Patra diváci: 1 511 rozhodčí: Dianne Ferreirová-Jamesová |

### O 3. místo
| 26. srpna 2004 18:00 |       |         |                                                                    |
| Německo              | 1 : 0 | Švédsko | Stadion Karaiskakis, Pireus diváci: 10 416 rozhodčí: Kari Seitzová |
| Lingorová 17'        |       |         | Stadion Karaiskakis, Pireus diváci: 10 416 rozhodčí: Kari Seitzová |

### Finále
| 26. srpna 2004 21:00           |                |              |                                                                         |
| USA                            | 2 : 1 (prodl.) | Brazílie     | Stadion Karaiskakis, Pireus diváci: 10 416 rozhodčí: Jenny Palmqvistová |
| Tarpleyová 39' Wambachová 112' |                | Pretinha 73' | Stadion Karaiskakis, Pireus diváci: 10 416 rozhodčí: Jenny Palmqvistová |